# Blanca von Voigts-Rhetz
Blanca Albertine Marie Amalia von Voigts-Rhetz, född 10 april 1886 i Berlin, död okänt år, var en tysk målare. 
Hon var dotter till översten William von Voigts och Marie von Homeyer och från 1881 gift med Adolf Jacob Ritz i S:t Gallen. Hon var kusinbarn till Wilhelmina von Hallwyl och vistades några sommarmånader på Hallwyls slott Hildesborg 1910 där hon målade några akvareller varav några återfinns på Hallwylska museet i Stockholm.